# Sébastien de Montfalcon
Pour les articles homonymes, voir Montfalcon (homonymie).
Sébastien de Montfalcon, né en 1489 et mort en 1560 à Virieu-le-Petit, est un évêque de Lausanne, de la première moitié du XVIe siècle, issu d'une branche de la famille de Montfalcon.

## Biographie

### Origines
Sébastien de Montfalcon, né en 1489, est issu d'une branche de la famille de Montfalcon,. Il est le fils de François de Montfalcon, seigneur de Pierre-Charve, et de Jacqueline de la Rochette. Le couple a huit autres enfants. Il est le neveu d'Aymon de Montfalcon, évêque de Lausanne.

### Carrière religieuse
Sébastien de Montfalcon est immatriculé à Bâle, en 1506.
Il possède plusieurs bénéfices, il est notamment abbé commendataire de Ripaille, ainsi que curé d'Albens ou encore de La Biolle, en Savoie.
En 1512, il rentre en possession à la suite de ses parents de la maison forte de la Pesse à Annecy-le-Vieux. Le 12 octobre 1513, il est nommé, par lettre du pape Léon X, coadjuteur de son oncle et évêque, Aymon,.

### Épiscopat
Sébastien de Montfalcon succède à la tête de l'évêché de Lausanne le 18 août 1517, après la mort de son oncle,.
Sous son épiscopat, il achève la reconstruction de la façade ouest, notamment le portail dit Montfalcon, de la cathédrale de Lausanne, que son oncle avait engagée.  Les travaux seront interrompus, en 1536.
Il effectue une visite pastorale en 1523.
En mars 1536, il est chassé de Lausanne par les Bernois qui s'emparent du Pays de Vaud et y imposent la Réforme protestante,. Il s'exile, en Savoie, dans son château de la Pesse et réside fréquemment au château de Montvuagnard, à Boëge, chez sa sœur, Jeanne de Montvuagnard.
En 1550, il vendra le château de la Pesse à Amédée Viollon. Il termine sa vie dans le Bugey.
Juste avant l'introduction de la Réforme et son départ pour Annecy-le-Vieux, Sébastien de Montfalcon faisait battre des pièces de monnaie à l'effigie de Marius d'Avenches premier évêque de Lausanne, alors que lui fut le dernier évêque de Lausanne - établi dans les mêmes lieux.
Sébastien de Montfalcon meurt en 1560, à Virieu-le-Petit. 

## Armes et devise
Sébastien de Montfalcon porte les mêmes armes que son oncle, selon le grand portail de Lausanne, des vitraux, des monnaies ou encore des sculptures : Écartelé, en 1 et 4 : d'argent à l'aigle de sable, languée du même, becquée, membrée et armée d'or ; en 2 et 3 : contre-écartelé en 1 et 4 d'hermine et en 2 et 3 de gueules, chargées en chef d'un lambel à trois pendants, relevant de la branche cadette
Dans un jardin d'Annecy-le-Vieux est conservée une clé de voûte à ses armes.
Il porte comme devise Fortunae sapitentia victrix.